# Arteră brachiocefalică
Artera brahiocefalică (sau trunchiul brahiocefalic sau artera innominată  ) este o arteră a mediastinului care furnizează sânge brațului drept, capului și gâtului.
Este prima ramură a arcului aortic.  La scurt timp după ce apare, artera brahiocefalică se împarte în artera carotidă comună dreaptă și artera subclaviculară dreaptă.
Nu există arteră brahiocefalică pentru partea stângă a corpului. Carotida comună stângă și artera subclaviculară stângă, ies direct de pe arcada aortică. Cu toate acestea, există două vene brahiocefalice.

## Anatomie
Artera brahiocefalică apare, la nivel cu marginea superioară a celui de-al doilea cartilaj costal drept, de la începutul arcului aortic,  pe un plan anterior originii arterei carotide stângi. Urcă oblic în sus, înapoi și spre dreapta până la nivelul marginii superioare a articulației sternoclaviculare drepte, unde se împarte în artera carotidă comună dreaptă și arterele subclaviculare drepte. Artera traversează apoi traheea prin fața ei oblic de la stânga la dreapta, aproximativ la mijlocul traheei sau la nivelul celui de-al nouălea cartilaj traheal.
La sugari, împarte adesea cefalada la nivelul articulației sternoclaviculară, în interiorul triunghiului anterior al gâtului.

### Ramuri
Artera ima tiroidiană urcă în fața traheei până la partea inferioară a tiroidei, pe care o alimentează cu sânge. 

### Variabilitate
Artera brahiocefalică de obicei nu dă ramuri, dar uneori apare o ramură mică, artera ima tiroidiană. Alteori, ramifică o ramură timică sau bronșică.
Mărimea variază foarte mult și pare să compenseze deficiența sau absența unuia dintre celelalte vase tiroidiene. Ocazional apare din aortă, carotida comună dreaptă, subclavie sau mamară internă. 

## Imagini suplimentare

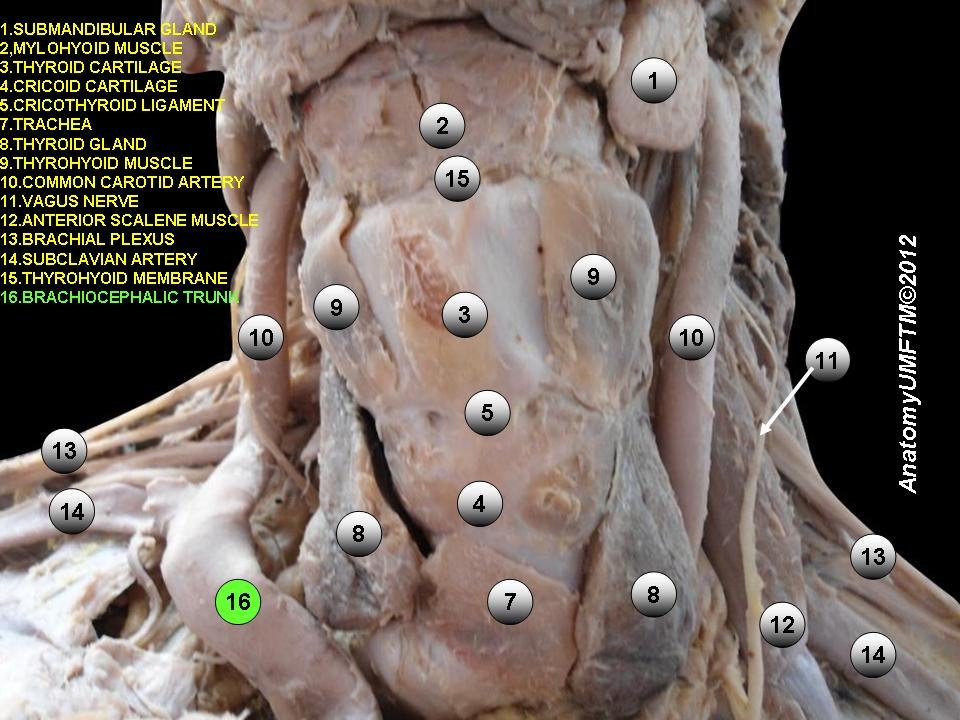
Artera brahiocefalică
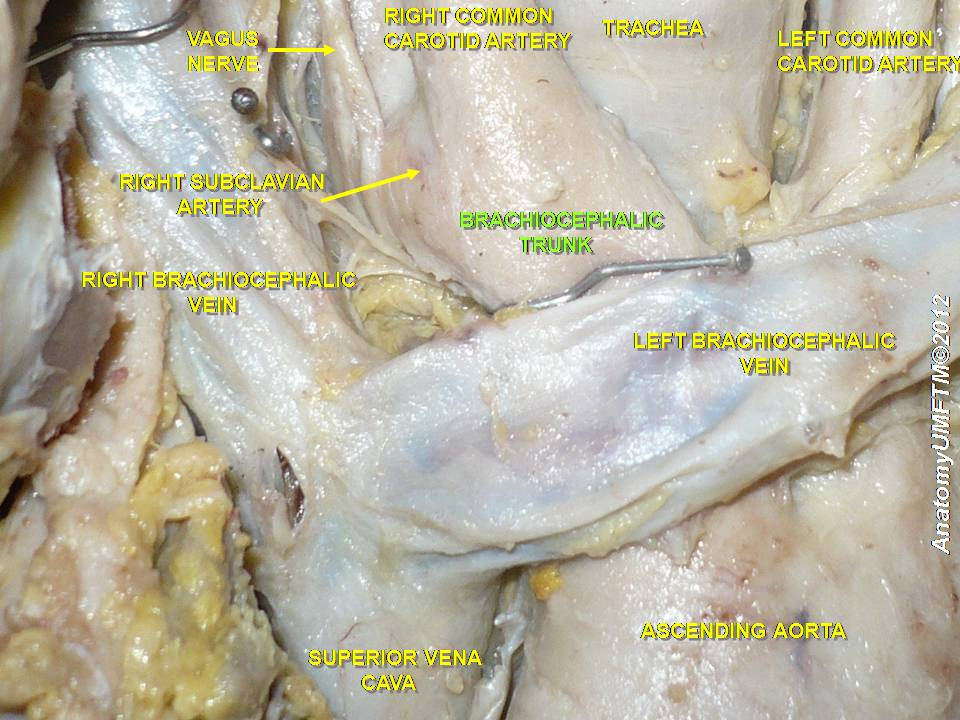
Trunchi brahiocefalic